# St. Nikolaus (Rath)

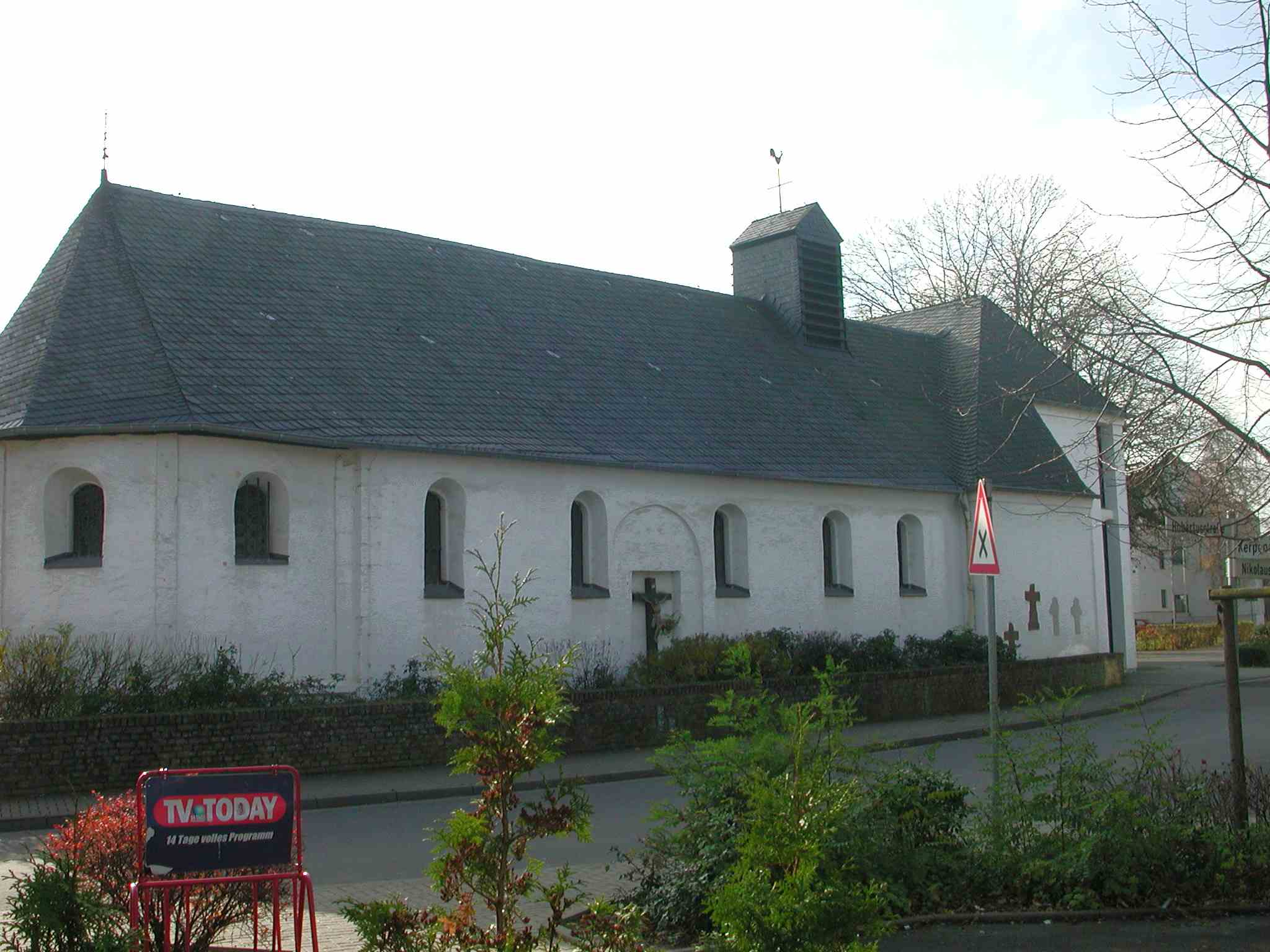
St. Nikolaus in Rath

St. Nikolaus ist eine römisch-katholische Kapelle im Ortsteil Rath von Nörvenich.
Die Kapelle hat schon vor der ersten Erwähnung des Dorfes bestanden. Bauhistoriker datieren den Kirchenbau auf das 12. oder 13. Jahrhundert. Erstmals erwähnt wurde das Gotteshaus in den Jahren 1550, 1559 und 1583 bei den damaligen Kirchenvisitationen. Schon seit 1177 gehörte Rath zur Pfarrei Nörvenich.
Im Dreißigjährigen Krieg wurde die Kirche schwer beschädigt. Die Zerstörungen im Ort waren so stark, dass dort fünf Jahre kein Mensch wohnte. 1656 war die Kapelle wiederhergestellt.
Im Jahre 1841 wurde die kleine Kirche nach Westen hin erweitert. Damals war die Kapelle ohne jede Einrichtung. Der handwerklich geschickte Rektor Johann Claes zimmerte selbst die Bänke, eine Kommunionbank und sowohl einen Predigt- wie auch Beichtstuhl. 
Im Jahr 1973 wurde die Kirche erneut ausgebaut. Gleichzeitig wurde die Einrichtung umfangreich erweitert. 
Die Kirche wurde am 21. März 1985 in die Denkmalliste der Gemeinde Nörvenich unter Nr. 67 eingetragen.